# 2013 WCS 시즌 2 파이널
2013 WCS 시즌 2 파이널 (2013 WCS Season 2 Final) 은 월드 챔피언쉽 시리즈 통합체제 리그 출범 이후 한 시즌을 결산하는 두 번째 파이널 시즌으로 WCS 개최지 중 한 곳인 유럽에서 진행되며 WCS 유럽을 주관하는 ESL의 주관으로 한국 시간으로 8월 24일부터 3일간 독일 쾰른에서 열리는 게임 쇼인 게임스컴과 연계되어 진행될 예정이다.

## 참가 선수
유럽, 북미, 대한민국 각각 지역 디비전에서 선발된 5명이 출전하며 이번 시즌은 유럽에서 개최되는 관계로 유럽 디비전에서 특별히 1명 더 선발되어 총 6명이 출전했다.
| 출전 디비전 성적 | 한국                | 유럽                         | 북미                    |
| 우승             | 조성주 (Maru)       | 김경덕 (duckdeok)            | 최성훈 (Polt)           |
| 준우승           | 정윤종 (Rain)       | 장민철 (MC)                  | 이제동 (Jaedong)        |
| 4강              | 이신형 (INnoVation) | Manuel Schenkhuizen (Grubby) | Sasha Hostyn (Scarlett) |
| 4강              | 최지성 (Bomber)     | 문성원 (MMA)                 | 윤영서 (TaeJa)          |
| 5위              | 강현우 (First)      | Vesa Hovisen (Welmu)         | Jin Hui Cao (Jim)1      |
| 5위              |                     | Johan Lucchesi (NaNiwa)      | 한이석 (aLive)2         |

1. 비자 문제로 인해 대회에 불참함.
2. 'Jin Hui Cao (Jim)'의 불참으로 인해 2013 WCS 아메리카 시즌 2 프리미어리그에서 6위를 기록한 한이석이 대신 출전함.